# لوله‌ماران آسیایی
لوله‌ماران آسیایی (نام علمی: Cylindrophis) نام یک سرده از فروراسته ناکورماریان است.